# Marco Evoniuk
Marco Evoniuk (né le 30 septembre 1957 à San Francisco) est un athlète américain spécialiste de la marche athlétique. Qualifié pour les Jeux olympiques de 1980 disputés à Moscou, il ne peut participer en raison du boycott américain. Il participe néanmoins aux trois éditions suivantes, en 1984, 1988 et 1992.

## Biographie
En 1984, il remporte les épreuves du 20 km marche (1 h 26 min 17 s) et du 50 km marche (4 h 02 min 25 s) aux sélections olympiques américaines pour se qualifier sur les Jeux olympiques d'été de Los Angeles. Il ne finit pas le 50 km marche olympique, mais termine 7e du 20 km en 1 h 25 min 42 s.
Quatre ans plus tard, aux Sélections olympiques américaines d'athlétisme 1988, il est deuxième du 50 km marche en 4 h 03 min 33 s derrière Carl Schueler. Il termine 22e du 50 kilomètres marche aux Jeux olympiques d'été de 1988. En 1992, il est troisième de cette même course aux Sélections olympiques en 4 h 09 min 44 s, derrière Schueler et Herm Nelson mais il ne peut pas terminer le 50 kilomètres marche aux Jeux olympiques d'été de 1992.

### Palmarès
| Date | Compétition                   | Lieu          | Résultat | Épreuve      | Performance     |
| ---- | ----------------------------- | ------------- | -------- | ------------ | --------------- |
| 1979 | Coupe du monde de marche      | Eschborn      | 35e      | 50 km marche | 4 h 12 min 37 s |
| 1979 | Jeux panaméricains            | San Juan      | 3e       | 50 km marche | 4 h 24 min 20 s |
| 1981 | Coupe du monde de marche      | Valence       | 13e      | 50 km marche | 4 h min 07 s 44 |
| 1983 | Championnats du monde         | Helsinki      | 9e       | 50 km marche | 3 h 56 min 57 s |
| 1984 | Jeux olympiques d'été         | Los Angeles   | 7e       | 20 km marche | 1 h 25 min 42 s |
| 1985 | Coupe du monde de marche      | Saint John's  | 16e      | 50 km marche | 4 h 11 min 03 s |
| 1986 | Coupe panaméricaine de marche | Saint-Léonard | 2e       | 50 km marche | 4 h 05 min 56 s |
| 1987 | Championnats du monde         | Rome          | 17e      | 50 km marche | 3 h 57 min 43 s |
| 1988 | Jeux olympiques d'été         | Séoul         | 22e      | 50 km marche | 3 h 56 min 55 s |

### Records
| Épreuve      | Performance     | Lieu       | Date              |
| ------------ | --------------- | ---------- | ----------------- |
| 20 km marche | 1 h 25 min 23 s | Copenhague | 12 mai 1984       |
| 50 km marche | 3 h 56 min 55 s | Séoul      | 30 septembre 1988 |